# Лепанто (станція метро)
41°54′41″ пн. ш. 12°27′58″ сх. д. / 41.91139° пн. ш. 12.46611° сх. д.
Лепанто (італ. Lepanto) — станція лінії А Римського метрополітену. Відкрита 16 лютого 1980 році у першій черзі лінії А (від Ананьїна до Оттавіано), на розі віале Джуліо Чезаре (італ. viale Giulio Cesare) з віа Лепанте (італ. via Lepanto) й віа Маркантонфо Колонна (італ. via Marcantonio Colonna).
Є двопрогінною станцією мілкого закладення з двома береговими платформами.
Між станціями Лепанто і Фламініо лінія виходить на поверхню і перетинає по метромосту річку Тибр.

## Пам'ятки
Поблизу станції розташовані:
- Площа Кавура
- Площа Кола-ді-Ріензо
- театр Адріана
- Музей науки Маміані

## Пересадки
- Автобуси: 30, 70, 87, 89, 280, 301, 490, 590, 982.
- Трамвай: 19.